# 聖徳太子二王子像

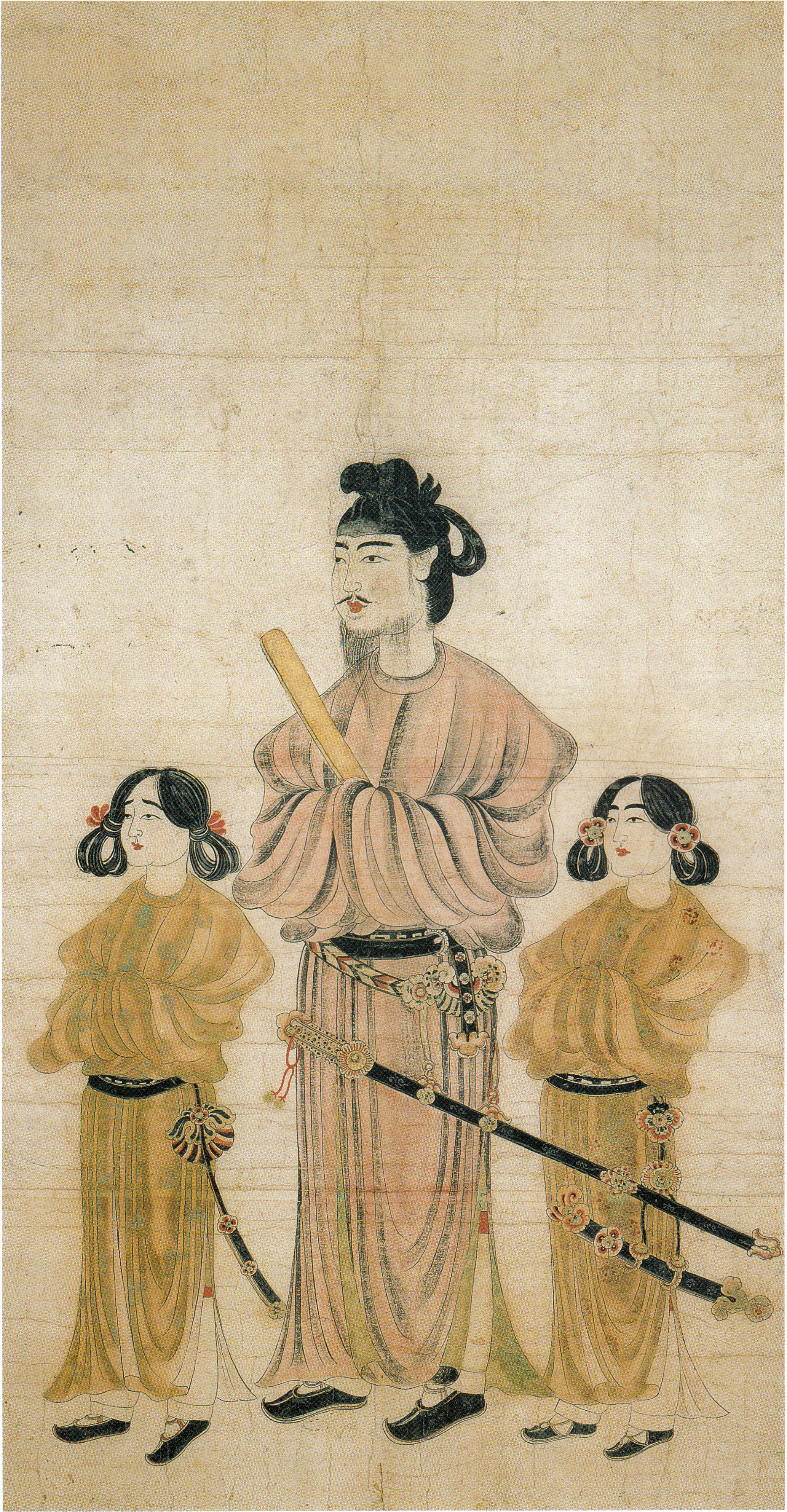
聖徳太子二王子像

聖徳太子二王子像（しょうとくたいしにおうじぞう）は、聖徳太子を描いた最古の肖像画。「太子俗形御影（たいしぞくぎょうみえい）」、「唐本御影（とうほんみえい）」とも称される。
法隆寺が所蔵していたが、1878年、「法隆寺献納宝物」の1つとして皇室に献納し、現在は御物。日本最古の肖像画と言われる。

## 人物
『聖徳太子二王子像』に描かれた太子の姿は、推古天皇の摂政になった22歳以降の姿、いわゆる「摂政像」である。ほかの姿としては南無仏太子像（念仏する幼い太子、2歳）、孝養像（父用明天皇の病平癒を祈る太子、16歳）、講讃像（経典を講義する太子、35歳）等がよく知られている。
摂政像には、ほかに四天王寺の楊枝御影（ようじのみえい）、法隆寺の水鏡御影（みずかがみのみえい）がある。両者は聖徳太子の自画像として知られている、同じ正面向きの坐像だが、楊枝御影は49歳、水鏡御影は35歳の姿という伝承の相違がある。
摂政像は漆紗冠（幞頭）をかぶり、赤系の色の袍を身に着け、両手に笏をもち、腰に直刀を佩用する姿が共通の特徴である。
法隆寺の彫像『聖徳太子および侍者像』の太子像は、冕冠をかぶる姿は講讃像のそれだが、袍を身に着け、笏を執る姿は摂政像のそれであり、両者が合体しているともいえる。
『聖徳太子二王子像』の太子像は1930年以来1984年まで一万円札に使われたので現代では有名だが、歴史的には近代までそれほど有名ではなかった。摂政像としてはむしろ坐像のほうが有名であり、またほかの南無仏太子像、孝養像、講讃像も盛んに模本や彫像が作られ、一般には最も身近な太子の肖像であった。
『聖徳太子二王子像』の2人の侍者は、右前方（向かって左）が弟の殖栗皇子、左後方（向かって右）が息子の山背大兄王とされる。侍者については、閻立本の『歴代帝王図巻』に倣っただけで、「個性なき侍者」とする説もある。制作時期は7世紀後半から8世紀前半とみられる（詳しくは後述）。

## 由来
法隆寺に収蔵された時期は定かではないが、保延6年（1140年）に大江親通（？ - 1151年）が法隆寺を訪れて実見し、『七大寺巡礼私記』に「太子俗形御影」と記述したのが文献初出である。「俗形」とは袈裟を着た姿で描かれていないためにそのように表現したと思われる。
13世紀半ば（鎌倉時代）に法隆寺の僧・顕真による『古今目録抄』（上）でこの絵を「唐本御影」と呼び、その由来について色々な説があるとして、そのうち2つを挙げている。
一つは、唐人が結縁のために聖徳太子の前に詣でたとき、太子は応現した姿で現れ、唐人がその姿を2枚描き留め、1枚を日本に残し、1枚を本国に持ち帰ったというものである。「応現」とは相手に応じて変身して現れることで、ここでは太子が唐人の前に唐風俗の姿で現れたことを指す。
おそらく鎌倉時代には奈良時代以前の服制がすでに忘れ去られ、聖徳太子の姿を唐風俗と誤解して、なぜ日本の風俗の姿をしていないかの説明の辻褄を合わせるためにそのように解釈したのであろう。

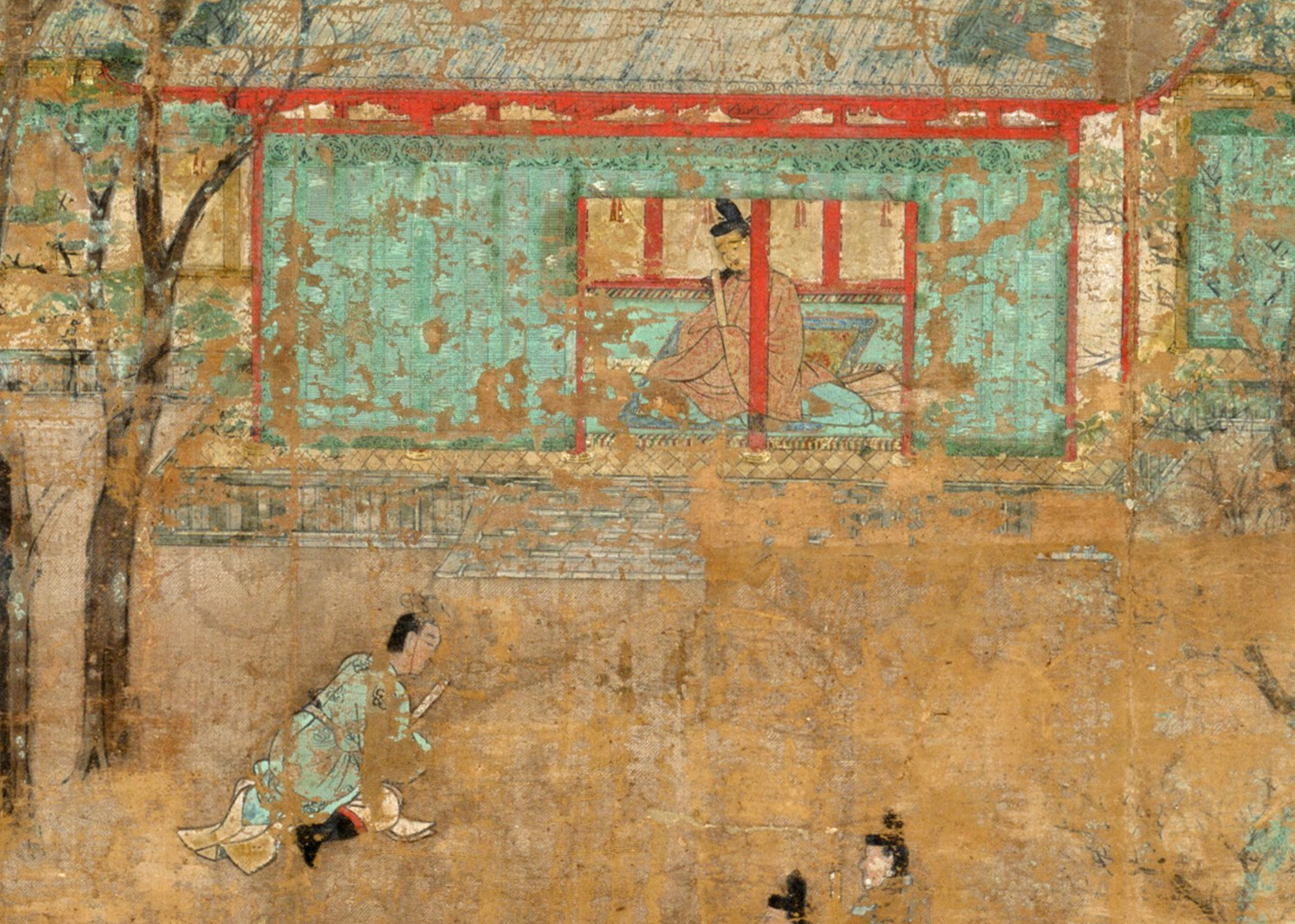
聖徳太子に拝謁する百済の阿佐太子。『聖徳太子絵伝』より

もう一つは、顕真と同時期に法隆寺の復興に尽力した西山法華山寺・慶政による説で、唐人ではなく百済の阿佐太子の前に現れた姿形とする。また、嘉禎4年（1238年）に関白・近衛兼経はこの肖像画を見て、これは他国の姿で描いたのではなく、日本の装束であり、昔は皆このような姿をしていたのだと述べたという話を紹介している。さらに兼経は、2人の童子も日本の王子と解すべきで、これは聖徳太子の「真実の御影である」と述べている。さらに傍注で、兼経もしく顕真が王子のうち一人は山背大兄王、もう一人は殖栗王であろうかと仮説を述べている。
顕真はあくまで「歟（か）」と疑問形で書き、断定を避け仮説として述べているだけである。また、田村王子（舒明天皇）や由義王（山背大兄王の子）とする説があることも紹介している。しかし、その後侍者を山背大兄王、殖栗皇子とする説が広まった。
聖徳太子と阿佐太子との関係については、『日本書紀』推古天皇5年（597年）4月条に、百済王が「王子阿佐」を遣わし朝貢させたとの記述がある。
また、藤原兼輔『聖徳太子伝暦』（917年）に、聖徳太子が阿佐と対面した際、眉間より白光を放ち、その光は長さ3丈（約9メートル）ばかりになったとの記述があり、慶政の主張する太子の現れた姿とはこの応現を指していると思われる。聖徳太子と阿佐太子が対面する場面はその後『聖徳太子絵伝』（1069年）にも描かれ、阿佐太子は太子が会った外国人として当時はよく知られていた。

## 服装

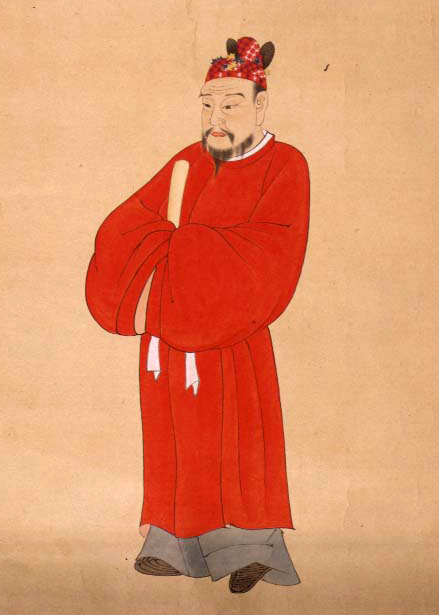
吉士長丹像（模本）

### 笏
黒川真頼は、『聖徳太子二王子像』に描かれている服装は推古朝のものではなく、したがって太子存命中に描かれたものではないとする。さらに皇極天皇（重祚して斉明天皇）まで、すなわち661年までの服制にも合わないとする。
その理由として、まず手にしている笏（しゃく）は大化3年（647年）以後に制度化されたものであり、皇極天皇以前には用いられていなかったとする。笏は中国の風儀であり、中国の風儀に否定的であった蘇我氏の時代に採用されたはずがないと断じる。ただし黒川は実証的な証拠は示していない。
笏の起源は『続日本紀』養老3年（719年）2月条に、「職事主典已上把笏。其五位以上牙笏。散位亦聽把笏。六位已下木笏。」とあるのが、文献上確認できる最初である。
ただしこれはあくまで下限であって、719年以前に笏が日本にはなかったことを否定するものではない。黒川は近江八幡市の呉神社（公禮八幡神社）に伝来していた吉士長丹の像が手に笏をもっていることを取り上げ、孝徳天皇の時代に笏があったという説を述べている。吉士長丹像は現在模本が伝わる。

### 袍

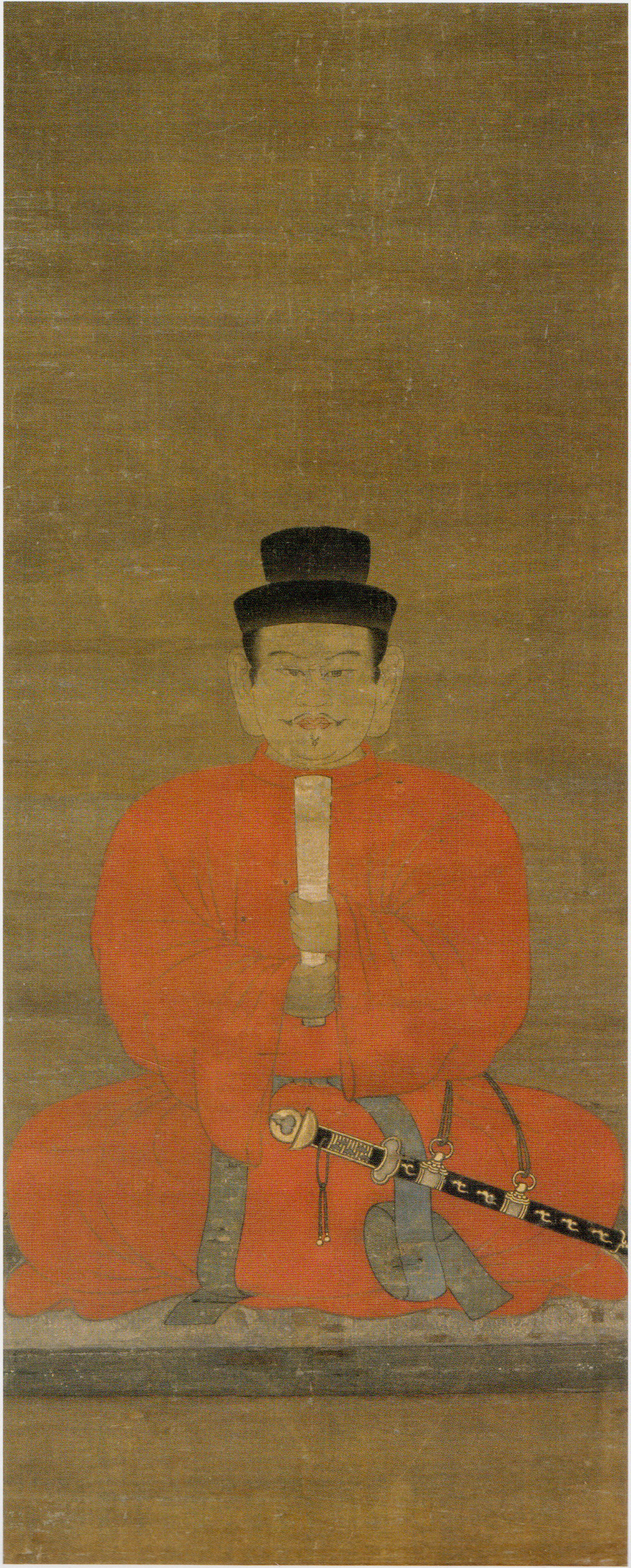
『水鏡御影』、法隆寺、鎌倉時代

次に黒川は、聖徳太子が着ている服装は「朱華衣（はねず）」という天武天皇14年（685年）から持統天皇（在位690年 - 697年）までの皇族用の服であるとする。天武天皇14年1月、諸臣用の、いわゆる「冠位四十八階」が制定された。そして、その上にさらに皇族用の「諸王十二階」が制定された。
『日本書紀』天武天皇14年7月条に、「浄位以上は朱華を着用する。（朱華。これを波泥孺ともいう）」とある。朱華色は浅紅色である。「諸王十二階」は明・浄の12階からなり、それゆえ浄位以上とは「明大壱」から「浄広肆」までの12階すべてを意味する。
そして、次の文武天皇（在位697年 - 707年）の大宝元年（701年）3月、大宝律令が制定されて、朱華色は深紫色に改められた。それゆえ、黒川は『聖徳太子二王子像』は天武天皇14年から持統天皇の在位中に制作されたとする。
昭和47年（1972年）、高松塚古墳が発掘され、墓室に描かれた男子群像の服装が『聖徳太子二王子像』とはやや異なることが明らかとなった。当初、壁画は持統・文武朝時代に描かれたものと考えられたため、『二王子像』もそれより時代が下る、8世紀初頭の作ではないかと考えられるようになった。
しかし、704年に遣唐使が持ち帰ったと見られる副葬品「海獣葡萄鏡」の存在から、近年では704年以降に築かれたと見られている。また男女とも左襟で描かれていることから、養老3年（719年）に右襟へ改める令が出される以前に描かれたことがわかる。それゆえ、704年以降719年までの藤原京期に高松塚古墳が築かれたという説が近年では有力である。
『二王子像』に描かれた裾がくるぶし付近までの長さの上衣は、『天寿国繡帳』（622年）に描かれた袴や褶（ひらみ、袴や裳の上に着けた短い襞状のもの）が見える丈の上衣とは異なる。奈良時代の朝服の上衣の長さは明確にはわかっていないが、おおむね裾が膝下丈の位置だったのではないかと考えられている。こうしたことから、黒川は『二王子像』に描かれた服装は天武天皇十三年に制定された服制のものだったとする。
また、奈良時代の『長屋王木簡』に描かれた官人や童子の服装が『二王子像』に似ていることから、もしこれらの像が唐の絵の模写ではなく日本の人物を描いたものであるなら、『二王子像』は奈良時代の服装を描いたものであるという指摘もある。
赤色の袍は『楊枝御影』や『水鏡御影』にもみられる摂政像の特徴である。四天王寺には、聖徳太子伝来7種の宝物の一つ、「唐花文袍残欠」が伝わる。寺伝では太子が着用した袍の残欠とされ「太子緋御衣」と呼ばれる。茜色染による飛鳥時代の赤色の袍で、表地は組織と文様が異なる2種類の綾地を用い、裏に絁（あしぎぬ）の布をつけた袷仕立てになっていたと考えられている。
赤色の袍を着た太子像との関連が指摘されており、事実とすれば、『聖徳太子二王子像』の袍は、天武・持統朝の朱華衣ではなく、太子が実際に着用した飛鳥時代の袍の色に基づいて描いたことになる。

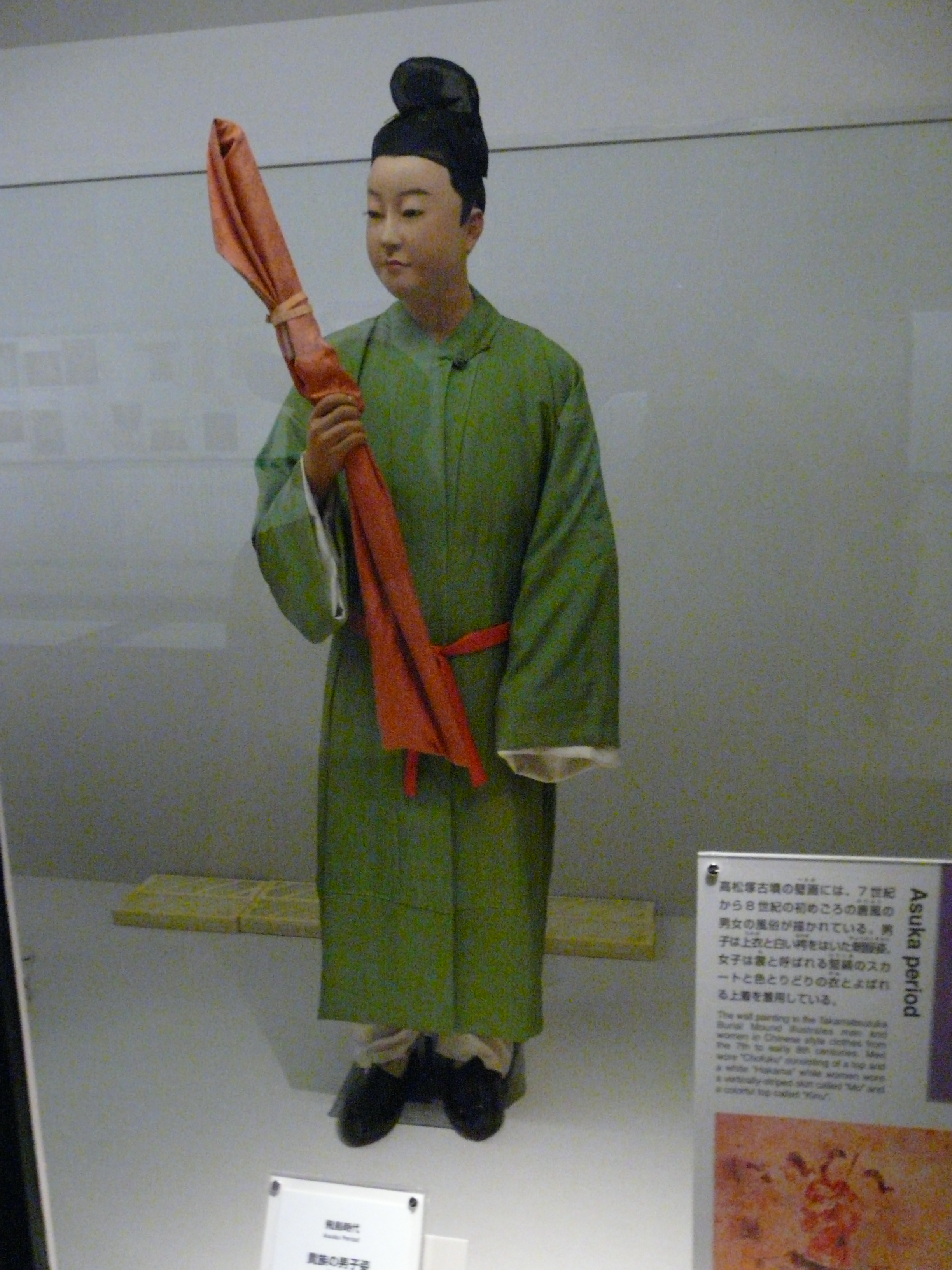
飛鳥時代の朝服（復元）
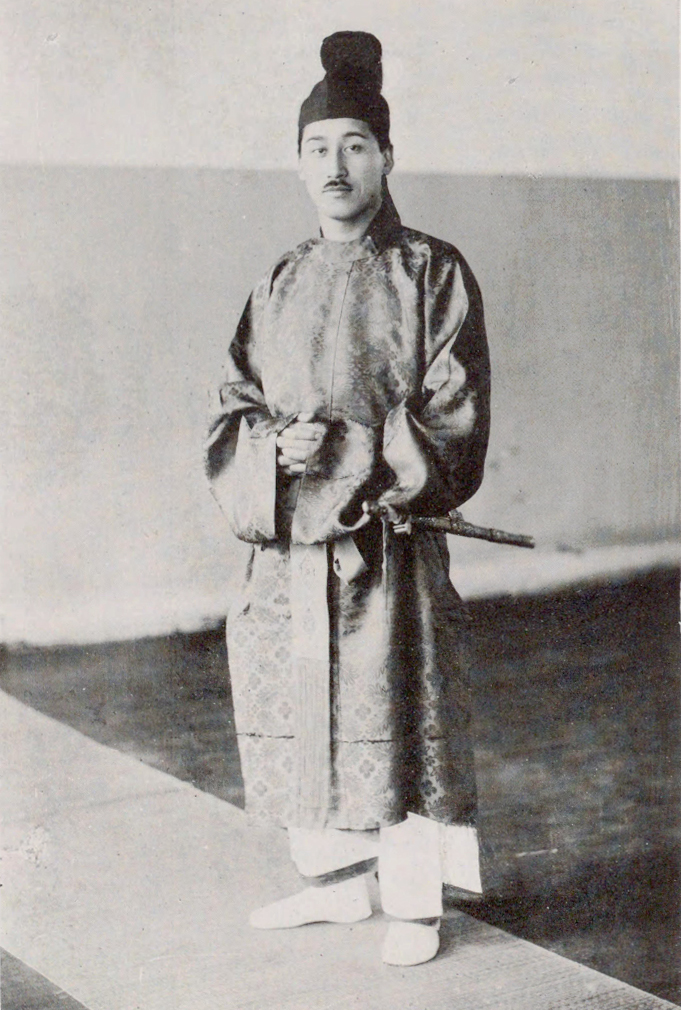
平安時代初期の朝服（復元）
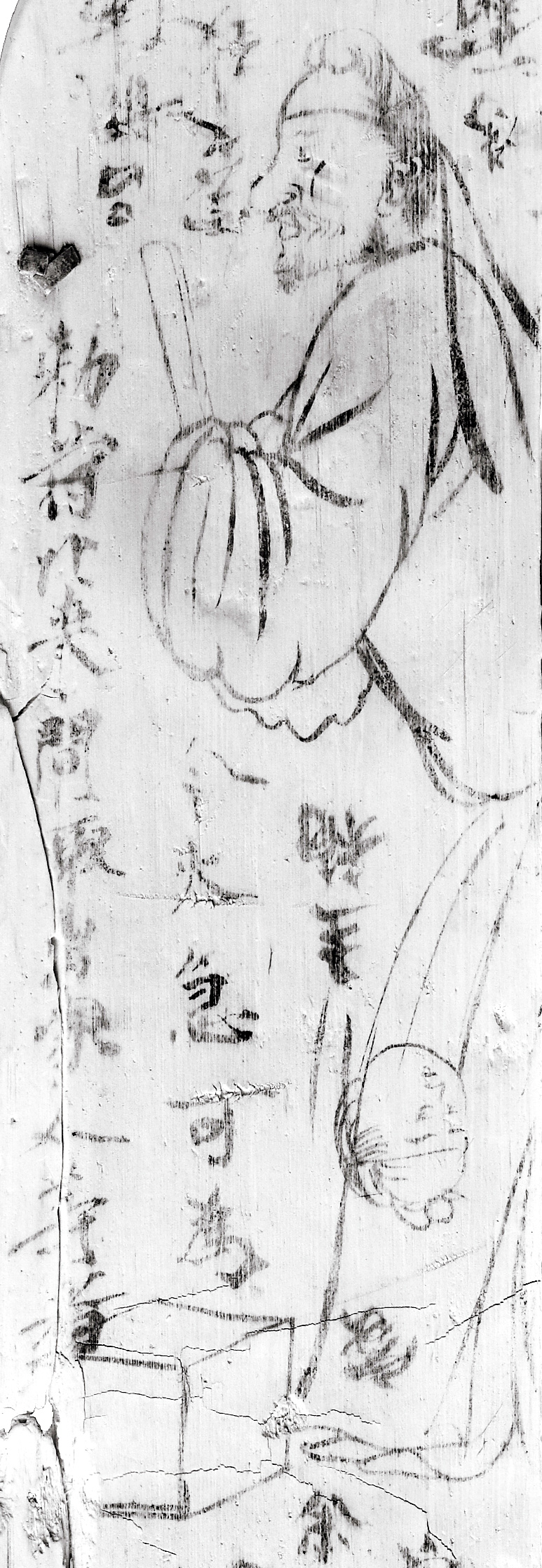
長屋王木簡に描かれた官人
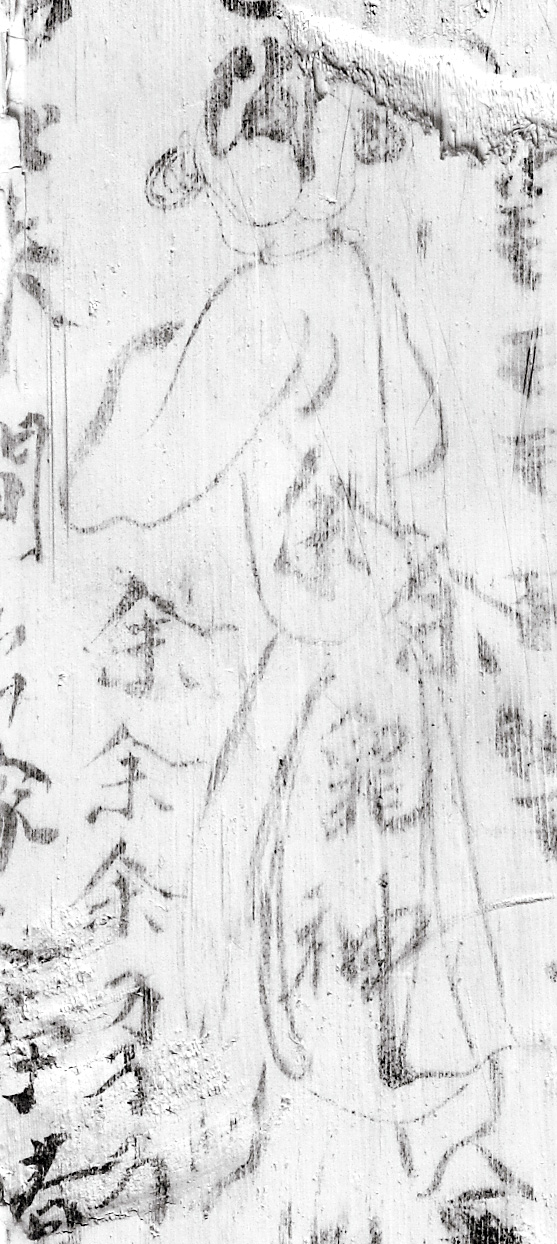
長屋王木簡に描かれた童子

### 冠

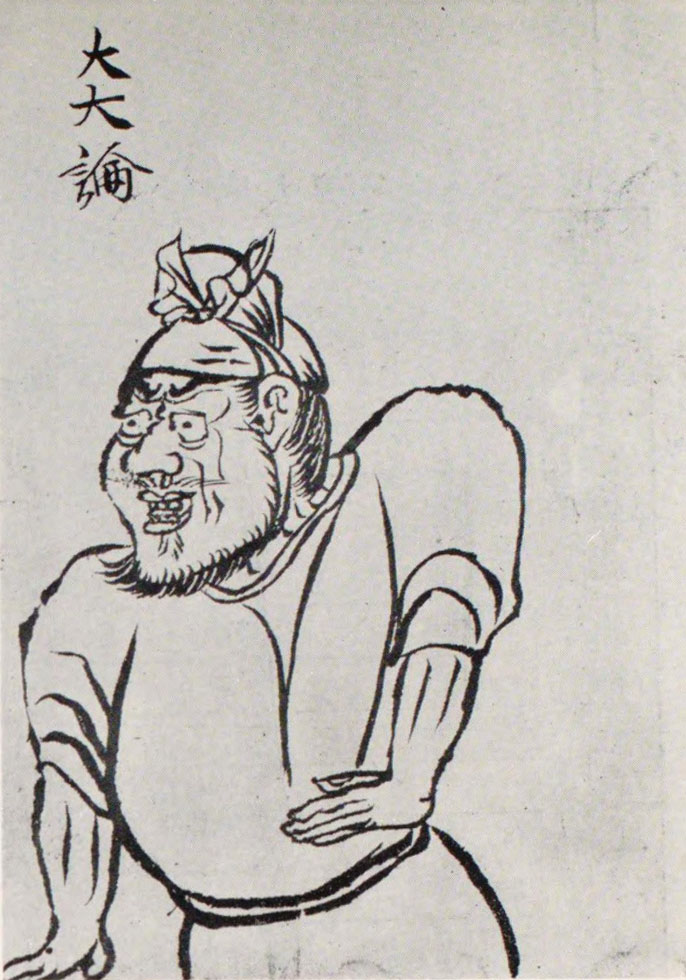
『大大論人物図』、正倉院宝物、奈良時代

黒川は、『二王子像』に描かれた冠は漆紗冠（しっしゃかん）であるとする。天武天皇11年（682年）3月、それまでの衣冠制度を廃止し、同年6月、男は初めて髪を結（あ）げ、新たに漆紗冠を着用することとなった。漆紗冠は中国の幞頭（ぼくとう）に似た、羅を漆で固めた黒色の冠で、以降日本の冠は冕冠、礼冠を除くと黒一色となった。漆紗冠は奈良時代になると頭巾（とうきん）と呼ばれるようになり、平安時代になると垂纓冠へと変化した。
また黒川は、漆紗冠は日常の宮廷服である朝服の際に着用するものであり、礼服ならば聖徳太子は冕冠をかぶるはずであるから、太子の服装は臣下の朝服と同様のものであるとする。礼冠や礼服の規定は『養老律令』衣服令に見える。『大宝律令』の衣服令は失われたが、武周の武則天に謁見した遣唐使・粟田真人が中国の進徳冠に似た冠をかぶり、その頂には花の飾りが付けられていたというから、当時すでに礼冠はあったものと思われれる。
『養老律令』には皇太子は冕冠をかぶるとあるが、『大宝律令』以前に冕冠があったのかは不明である。黒川は天智天皇7年（668年）にはじめて冕冠が採用されたという説を述べている。

## 画風
衣文に沿って軽い陰影のあるこの画風は、西域から中国に流入した陰影法であり、六朝時代の肖像画に使われていた画風である。日本の肖像画では奈良時代に入ると共にこの陰影を失っており、中国でも同様であろうとされる。また、中央に本人、左右に二王子が並ぶ構図は、閻立本『帝王図巻』との類似性が指摘されている。

## 別人騒動

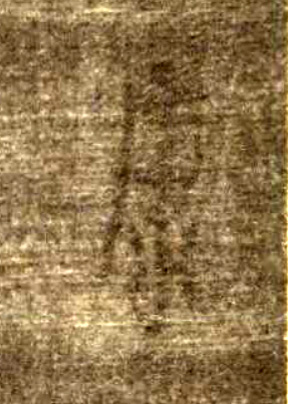
『聖徳太子二王子像』の表具の「康」の字

昭和58年（1983年）、当時の東京大学史料編纂所の所長であった今枝愛真が『聖徳太子二王子像』の表具の絹の右下に「川原寺」という墨書銘があると指摘し、この像がかつて大和飛鳥の川原寺（弘福寺）の旧蔵品であり、聖徳太子とは無関係ではないかという説を唱え、世間に衝撃を与えた。
そして、今枝は、墨書がはっきりしないのは、川原寺が歴史的に聖徳太子と関係が薄いことから、この像を聖徳太子と仮託するうえで都合が悪いため法隆寺によって削り取られたと推測した。
しかし、この説に従うと、大江親通が法隆寺で実見した12世紀以前から表具が一度も張り替えられてこなかったことになり不自然であること、またそもそも表具の表側に墨書が入れられるのは不可解であるとの指摘がなされた。
結局、表装裂に織り込まれた文字「寿・寧・康・福」の「康」の字の銀糸が、永年の間に剥落し、今枝がそれを「川原寺」と誤読しただけだったことが判明して、この説は否定された。
『二王子像』を実際に調査した美術史家の河原由雄によると、表具はその状態から江戸時代のものと見られ、また昭和38年（1963年）頃にも修理がなされており、中世以前のものではないという。
『二王子像』は御物に指定されているため専門家でも調査できる機会が少なく、今枝も博物館に展示された際にガラス越しに見ただけであったため、こうした誤読が起こった。

## 像主と制作時期

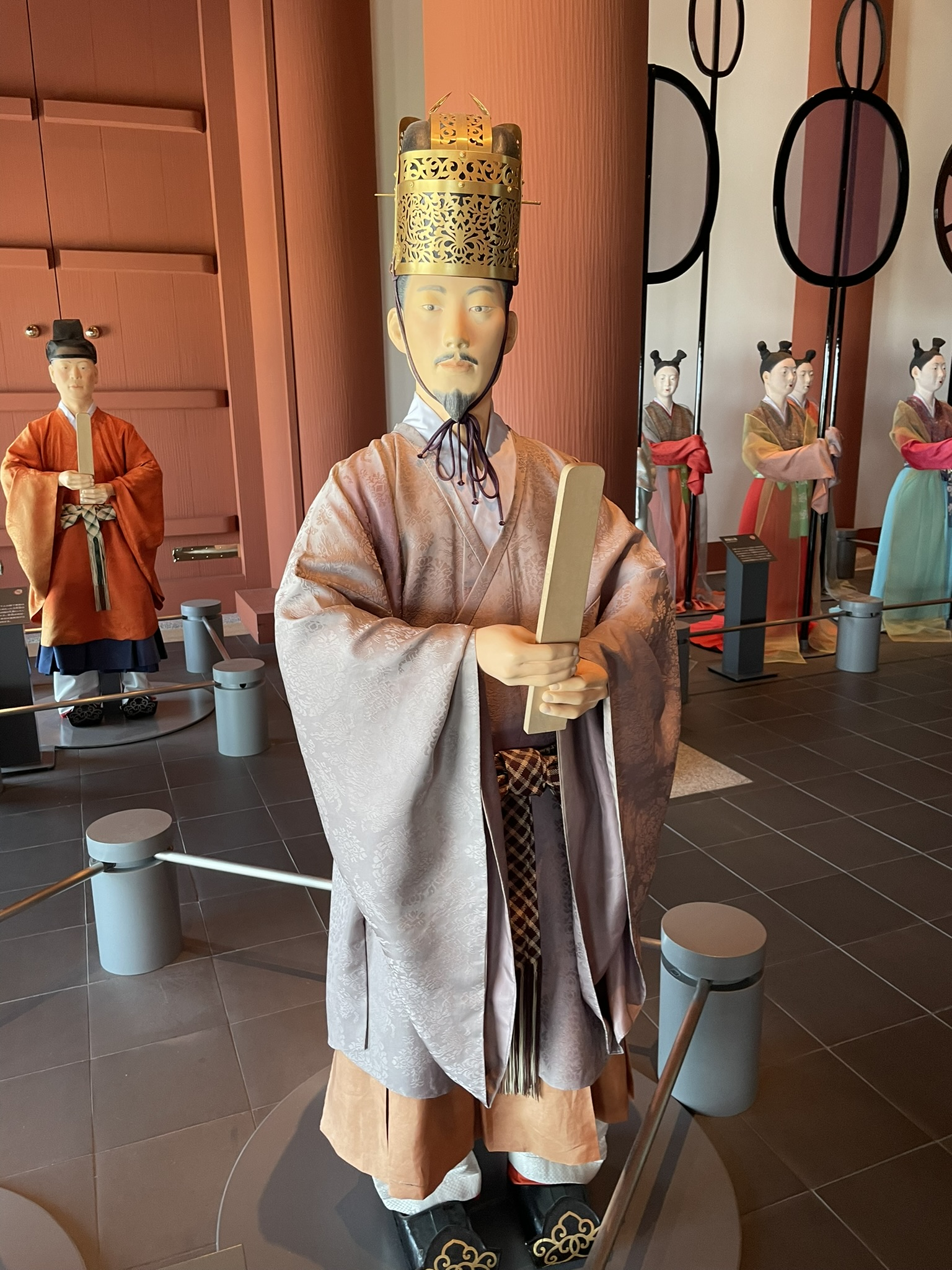
奈良時代の文官礼服（復元）、大阪歴史博物館

中央に描かれた像主については、俗人の姿でありながら脇侍をともなった「三尊形式」で描かれており、これは像主を信仰の対象として描いたものであり、当時そのような人物は聖徳太子以外に見当たらないとして、像主は聖徳太子と考えられている。
三尊形式とは、仏教美術において観音菩薩、勢至菩薩をともなった阿弥陀如来という構成の「阿弥陀三尊」のような仏像安置形式をいう。
古代日本においては、西洋のポートレートのような、個人の肖像画を描くという習慣がなく、僧でも仏像でも信仰の対象として描かれた。したがって、本像も信仰の対象として描かれたと考えられている。聖徳太子の死後まもなく「太子信仰」が起こったことは歴史的に確認されており、当時俗人がそのように信仰された例はほかに見当たらず、したがって本像主を聖徳太子と見なすのは妥当だと考えられている。
制作時期については、従来7世紀後半から8世紀前半の期間でみられてきたが、近年では8世紀前半と見なす説が支持を集めている。具体的な制作時期としては、太子信仰の高まりとともに太子が住んだ斑鳩宮跡に夢殿を中心とする法隆寺東院伽藍が創建された天平11年（739年）が候補に挙げられている。ほかにも太子没後100年にあたる養老6年（722年）が候補に挙げられている。
一方で同時代の皇太子の衣裳をもとに信仰の対象として聖徳太子を描いたのならば、なにゆえ最高礼装の礼服姿で描かれていないのか疑問が残る。本像が8世紀前半に描かられたのならば、唐の常服を模した朝服姿を描いたことになるが、朝服は日常の宮廷服で礼服よりも下位の位置づけである。
皇太子の礼服は霊亀元年（715年）正月にはじめて着用されており（『続日本紀』）、本像が描かれた当時まだ皇太子の礼服が存在しなかったとすれば、714年以前の可能性も考えられる。

## ギャラリー

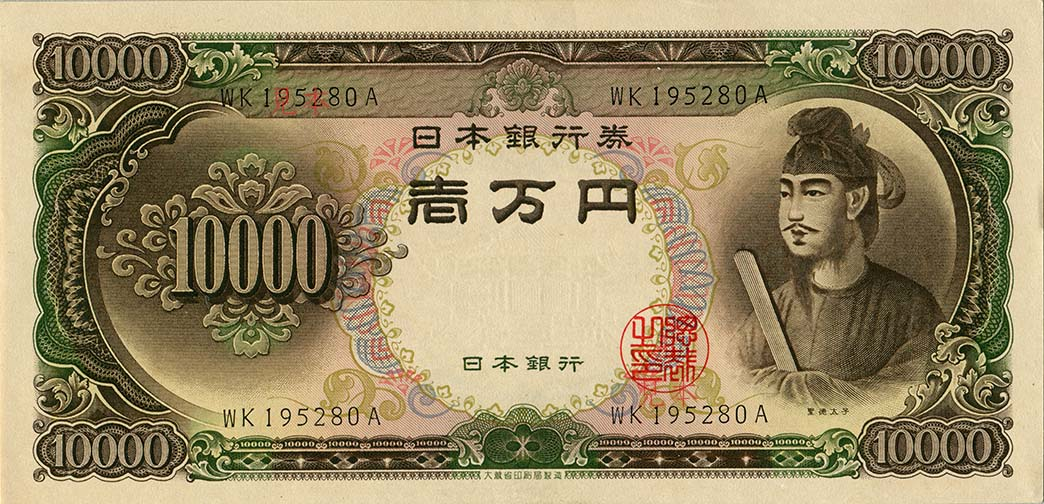
一万円紙幣C号券